# Handschrift 41
Handschrift 41 is een verlucht handschrift uit de 15e eeuw met de Confessiones (Belijdenissen) van de kerkvader Augustinus van Hippo. De Utrechtse Meesters van Zweder van Culemborg hebben het manuscript gedecoreerd. Het handschrift is nog gebonden in de originele boekband.
Oorspronkelijk was het handschrift in bezit van het kartuizerklooster Nieuwlicht in Utrecht, nu wordt het in de Universiteitsbibliotheek Utrecht bewaard als Hs. 41. Het is te citeren als: Universiteitsbibliotheek Utrecht Hs. 41 (4 F 5) 

## Omschrijving
De Confessiones zijn geschreven in het Latijn op kalfsperkament (vellum). Het manuscript bevat 155 bladen (folia) van 25,5 bij 17,5 cm. De tekst, geschreven in een gotische hybrida libraria door één kopiist, is verdeeld over twee kolommen. De bruine kalfsleren band is uit dezelfde tijd als het manuscript. De band is blindgestempeld, met een rechthoekig kader van twee lijnen en schuine lijnen die het vlak in ruiten verdelen. Er zitten sporen van een gesp op de band. De eerste pagina is uitvoerig gedecoreerd. De rest van het manuscript is versierd met penwerk in een typisch Utrechtse stijl met 'bulten en lange lijnen'.

## Geschiedenis

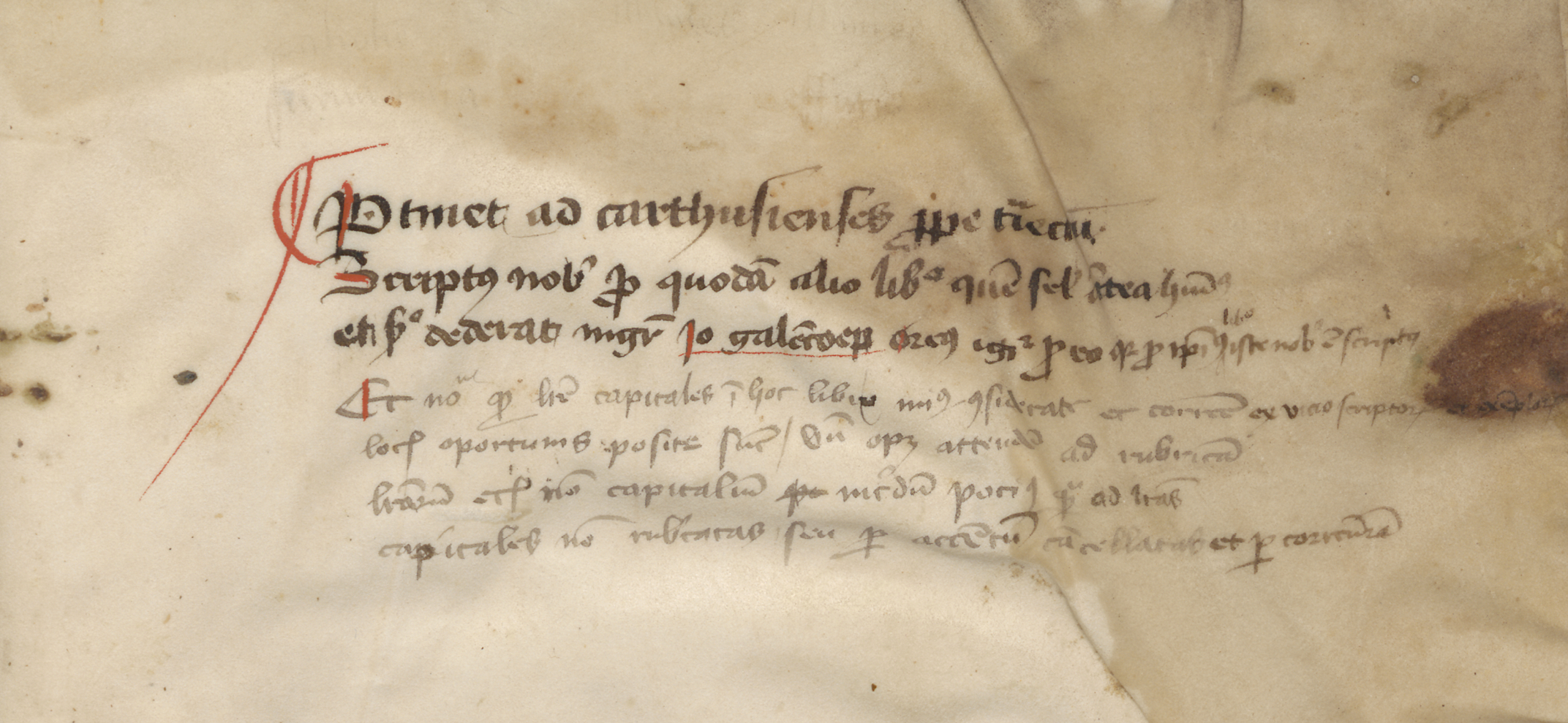
Inscriptie van Hector van Moerdrecht op het schutblad 'Pertinet ad carthusienses prope traiectum. Scriptus nobis pro quodam alio libro quem semel antea habuimus et secundo dederat magister Jo. galencoep Oremus igitur pro eo quia pro ipsius libro iste nobis est scriptus'

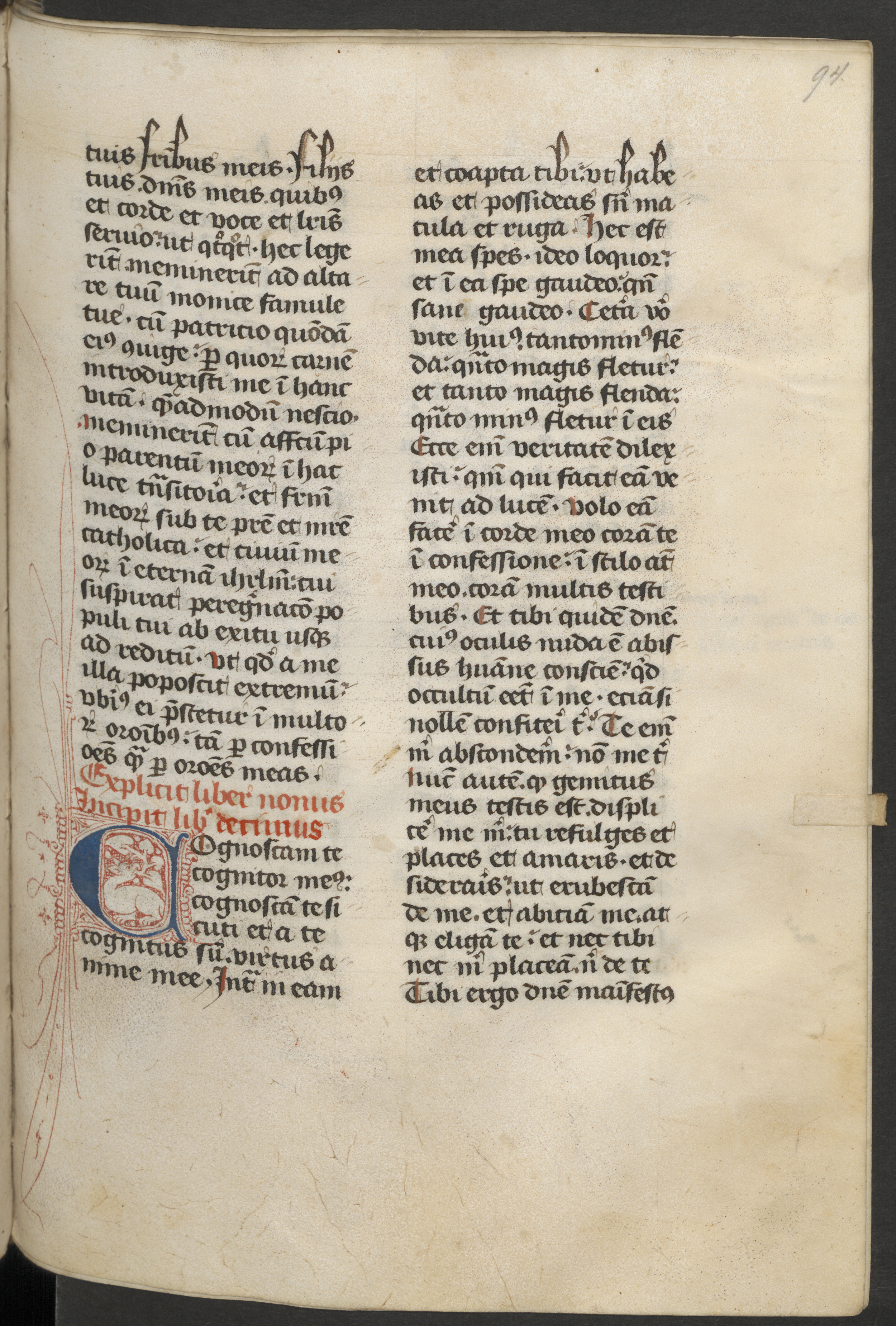
f. 94r Utrechts draakje in de A

Hs. 41 is rond 1430 gemaakt in Utrecht. Aan het begin van het manuscript is een inscriptie toegevoegd door monnik Hector van Moerdrecht (?-1465). Hierin is te lezen dat het manuscript in bezit was van de kartuizerorde in Utrecht. Dit manuscript is dan ook afkomstig uit de kloosterbibliotheek van Nieuwlicht, het klooster van de kartuizerorde in Utrecht. In 1584 werd het grootste deel van deze bibliotheekcollectie overgenomen in de nieuwe stadsbibliotheek van Utrecht. In 1636 werd de stadsbibliotheek de Universiteitsbibliotheek Utrecht.
In de inscriptie van Hector staat ook dat het manuscript gemaakt is na de verkoop van twee andere handschriften. Deze verkochte handschriften waren geschonken door Johannes de Galencoep, Domkanunnik en deken van de Pieterskerk in Utrecht. Waarschijnlijk waren de handschriften overbodig geworden. Met de opbrengst van de verkoop lieten de monniken twee handschriften met werken van Augustinus maken. Hs. 41 is een van die handschriften, de andere is Hs. 54, die eveneens bewaard wordt in de Universiteitsbibliotheek Utrecht.

## Decoratie
Het handschrift is niet uitvoerig gedecoreerd. Alleen de openingspagina heeft een gehistorieerde initiaal, een initiaal met een voorstelling, en een rijkelijk gedecoreerde rand met bladeren. Deze decoraties zijn gemaakt door de Utrechtse verluchters die nu bekend staan als de Meesters van Zweder van Culemborg. Op de gehistorieerde initiaal is Augustinus, de schrijver van de Confessiones, te zien. Hij zit op een troon en houdt een staf en een met pijlen doorboord hart vast. 
In de rest van het manuscript komen geen voorstellingen of versierde randen voor, maar wel gedecoreerde initialen. Soms hebben deze initialen ook penwerk in de marge. Dit penwerk heeft de typische vorm die bij Utrechtse verluchters hoort: lange lijnen en 'bulten'. Ook staan in meerdere van deze initialen het zogeheten Utrechts draakje.